# Frédéric Rapin
Frédéric Rapin, né le 17 octobre 1955, est un clarinettiste et pédagogue vaudois.

## Biographie
Frédéric Rapin étudie la clarinette à Neuchâtel, Lausanne, Nice et Paris, notamment avec Claude Trifoni, Robert Kemblinsky et Jacques Lancelot. Ses études au Conservatoire, jalonnées par plusieurs prix et distinctions réservés à de jeunes artistes, sont couronnées par un premier prix de virtuosité et une licence de soliste avec félicitations du jury. Parallèlement à sa formation musicale, il obtient une licence universitaire. D’abord professeur aux Conservatoires de Fribourg et de Neuchâtel, il occupe ensuite le poste de premier soliste à l’Orchestre Musikkollegium de Winterthour, avant d’être appelé à la Haute École de Musique de Lausanne, où il dirige une classe de virtuosité et de musique de chambre.
Plusieurs compositeurs ont écrit à son intention; parmi ceux-ci Andor Kovach, Jean Balissat, Michel Hostettler, Henri Scolari, Alexis Chalier et François-Xavier Delacoste. Frédéric Rapin se produit dans plusieurs pays d’Europe. Il a notamment joué en soliste avec des chefs tels que Marcello Viotti, Arrmin Jordan, Mario Venzago, Jost Meier, Jean-Marie Auberson, Franz Welser-Möst, Jean-François Antonioli, Paul Capolongo, Ettore Brero, Jean-François Monnard, Hervé Klopfenstein et Olivier Cuendet. En musique de chambre, il collabore avec le Quatuor à cordes de la Philharmonie de Berlin, le Quatuor Sine Domine,  les pianistes Dana Ciocarlie et Gérard Wyss, l’altiste Bruno Pasquier, les violoncellistes Patrick Demenga et François Salque, la cantatrice Brigitte Balleys, le corniste Bruno Schneider.
Frédéric Rapin a enregistré pas moins d’une quinzaine de concertos pour clarinette et orchestre pour les labels Timpani, Cascavelle, Pan Classics, Grammont, Doron Music. Il a entre autres enregistré l’intégrale des concertos pour clarinette de Carl Maria von Weber et un CD dédié à des concertos de compositeurs suisses. Il dirige également une master class à l’Académie internationale d’été de Bienne, en collaboration avec l’Orchestre Philharmonique de Budweis.
Très engagé dans le domaine de la protection de la nature, il est l'auteur d'une importante documentation photographique consacrée notamment à la région jurassienne, dont il défend le patrimoine naturel.

## Sources
- « Frédéric Rapin », sur la base de données des personnalités vaudoises sur la plateforme « Patrinum » de la Bibliothèque cantonale et universitaire de Lausanne.
- Frédéric Rapin, Concertos suisses pour clarinette, CD & livret, Zürich, Migros-Genossenschafts-Bund, 2003
- Revue musicale suisse, n°11, novembre 2010, p. 5